# Clown
Pour l’article homonyme, voir Le Clown pour la série télévisée, pour la chanson de Soprano voir Clown (chanson).
Un clown, pitre ou paillasse est un personnage comique de l'univers du cirque. Visages disparaissant sous le maquillage, vêtus de façon spectaculaire, les clowns se partagent traditionnellement en « Augustes » et en « Clowns blancs ». Cependant, d'autres formes de clown, décrits dans les chapitres « La comédie clownesque » et suivants, existent en dehors du cirque depuis le XVIe siècle.

## Étymologie

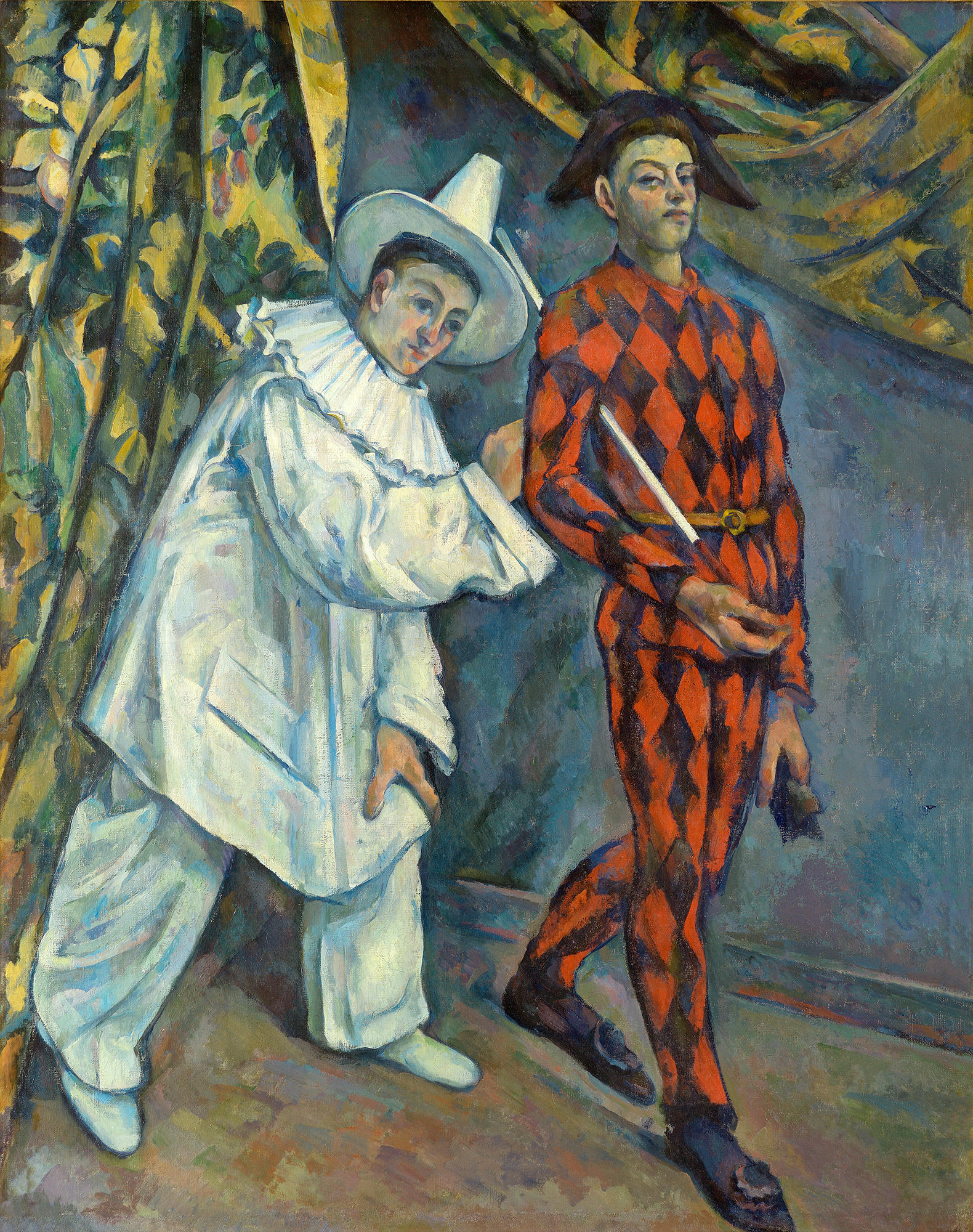
Paul Cézanne, Pierrot et Arlequin (Mardi Gras) (musée Pouchkine, 1888), personnages de la Commedia dell'arte à l'origine du clown blanc et de lAuguste

### Clown
Le substantif masculin,,,, clown (API /klun/) est un emprunt,, à l'anglais clown,, un substantif attesté depuis la seconde moitié du XVIe siècle,, d'abord sous les graphies cloyne et cloine (en 1563), puis sous les graphies clowne (en 1567) et cloune (en 1570), d'où clown, au sens de « homme rustre, paysan »,, d'où « bouffon, fou », et plus spécifiquement, à partir du XVIIIe siècle, « pantomime, personnage des arlequinades et du cirque ». Le mot vient du germanique klönne signifiant « homme rustique, balourd », depuis un mot désignant, à l'origine, une « motte de terre ». En anglais, on trouve aussi clod et clot, signifiant aussi bien « motte » que « balourd, plouc ». Ainsi, le mot anglais clown a d'abord désigné un paysan puis un rustre et au XVIe siècle il est passé dans le vocabulaire du théâtre pour désigner un « bouffon campagnard ».
Cependant l'étymologie de l'anglais clown reste discutée. À la suite de Ben Jonson, certains auteurs ont considéré l'anglais clown comme dérivé du latin colonus. Le mot clown aurait donc une origine latine « colonus », le colon qui se prononce « couloun » en occitan. Il s'agissait des colons romains, légionnaires « retraités » à qui l'on attribuait des terres dans les provinces dont la Narbonnaise qui correspondait géographiquement en grande partie à la Provence et au Languedoc. Ces « coulouns » dépenaillés, un peu étranges aux yeux des gens du cru étaient volontiers raillés par la population locale. Par extension le mot a désigné des paysans un peu attardés, rustres et est passé à la langue anglaise après la longue période de présence anglaise dans le sud-ouest occitan.
En français, clown est attesté dès le début du XIXe siècle. Il apparaît pour la première fois en 1816, sous la graphie claune, citée comme « prononciation exacte du mot anglais », dans la première édition des Animaux savants. La graphie clown est attestée dès 1823, dans le Diorama de Londres d'Eusèbe de Salle.

### Paillasse
En italien, clown se dit pagliaccio, substantif masculin, et en espagnol, payaso. Il est dérivé, avec le suffixe -accio (« -asse »), de paglia (« paille »),. Attesté au XVIIIe siècle, pagliaccio a d'abord désigné un bateleur de foire qui était chargé d'attirer le public en contrefaisant les tours de force ou d'adresse de ses camarades. Dans cette fonction, au sein des troupes de parades, le personnage de Paillasse a pris naissance sur la scène française vers la fin du  XVIIe siècle,.

## Le clown au cirque
Même s'il tire sa filiation de personnages grotesques anciens, notamment ceux de la Commedia dell'arte, le clown proprement dit est une création relativement récente. Il apparaît pour la première fois en Angleterre au XVIIIe siècle, dans les cirques équestres. Les directeurs de ces établissements, afin d'étoffer leurs programmes, engagèrent des garçons de ferme qui ne savaient pas monter à cheval pour entrecouper les performances des véritables cavaliers. Installés dans un rôle de serviteur benêt, ils faisaient rire autant par leurs costumes de paysans, aux côtés des habits de lumière des autres artistes, que par les postures comiques qu'ils adoptaient, parfois à leurs dépens.
Les clowns suivaient le mouvement des numéros présentés, en les caricaturant pour faire rire (le clown sauteur, le clown acrobate…). Ce personnage évolua pour devenir de moins en moins comique : distingué, adoptant des vêtements aux tissus nobles et de plus en plus lourds avec l'emploi des paillettes, il fit équipe avec l'auguste. Ce dernier devint le personnage comique par excellence, le clown servant de faire-valoir. C'est la configuration que l'on connaît aujourd'hui. L'auguste prit peu à peu son autonomie, quand certains trouvèrent le moyen de faire rire la salle sans avoir besoin du clown pailleté. L'auguste s'imposa alors en tant qu'artiste solitaire, proposant parfois à un spectateur de lui servir de partenaire.
Le clown peut porter un pseudonyme inspiré du langage enfantin (en langue française, l'utilisation du redoublement de syllabe ou de sons est ainsi courant), comme Jojo, Kiki, etc.

## Types de clowns

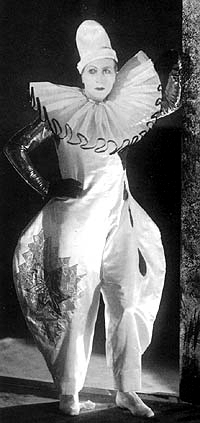
Gösta Ekman en clown blanc.

Le clown blanc, maître de la piste, apparemment digne et sérieux, est le plus ancien type de clown. L'auguste au nez rouge, personnage loufoque et grotesque, a fait son entrée vers 1870. Avec les trios de clowns, créés au début du XXe siècle, est apparu le contre-pitre, le clown qui ne comprend jamais rien.

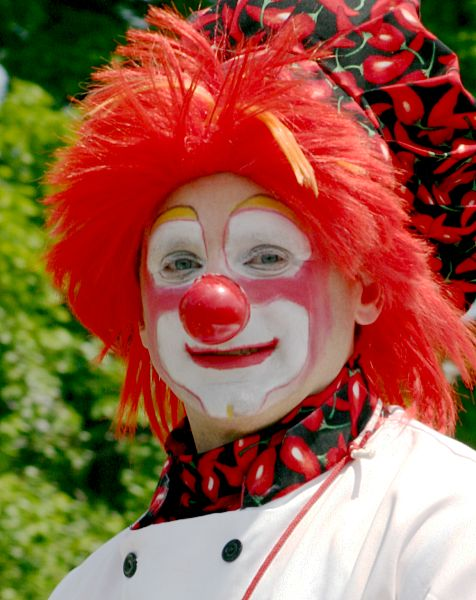
L'auguste.

### Le clown blanc
Le clown blanc, vêtu d'un costume blanc, est, en apparence, digne et autoritaire. Il porte le masque lunaire du Pierrot : un maquillage blanc, et un sourcil (plus rarement deux) tracé sur son front, appelé signature, qui révèle le caractère du clown. Le rouge est utilisé pour les lèvres, les narines et les oreilles. Une mouche, référence certaine aux marquises, est posée sur le menton ou la joue. Le clown blanc est beau, élégant. Aérien, pétillant, malicieux, parfois autoritaire, il fait valoir l'auguste, le met en valeur.

### L'auguste (clown rouge)
L'auguste porte un nez rouge, un maquillage utilisant le noir, le rouge et le blanc, une perruque, des vêtements burlesques de couleur éclatante, des chaussures immenses ; il est totalement impertinent, se lance dans toutes les bouffonneries. Il déstabilise le clown blanc dont il fait sans cesse échouer les entreprises, même s'il est plein de bonne volonté. L'auguste doit réaliser une performance dans un numéro au cours duquel les accidents s'enchaînent. Son univers se heurte souvent à celui du clown blanc qui le domine.

### Le contre-pitre
Le contre-pitre est le second de l'auguste et son contre-pied. « Auguste de l'auguste », c'est un clown gaffeur qui ne comprend rien, oublie tout, et dont les initiatives se terminent en catastrophes, relançant les rires.

### L'excentrique
L'excentrique est un clown d'inspiration britannique, dérivé de l'auguste. Toutefois, il se distingue de ce dernier par son caractère : s'il reprend bien la maladresse et la malchance propre à l'auguste, l'excentrique se compose une personnalité intelligente. Sur le plan vestimentaire, l'excentrique reprend les codes de l'auguste (habits à carreaux, grosses chaussures, etc.). Contrairement au clown blanc, à l'auguste et au contre-pitre qui ont généralement besoin de se compléter les uns les autres pour jouer leurs entrées clownesques, l'excentrique est souvent seul sur scène.

## La comédie clownesque
Après les années 1890, les clowns acrobates deviennent aussi des clowns parleurs. Foottit et Chocolat, « le plus célèbre duo de clowns de la belle époque », inventent la comédie clownesque. Sans négliger le répertoire de leur prédécesseurs, ils ne se contentent plus de parodier les numéros de cirque qui les ont précédés, ils cherchent aussi leurs personnages dans la vie sociale. Maitre blanc et valet noir, ils reproduisent la violence des rapports sociaux et raciaux. Ils s'inspirent aussi du mimodrame et du transformisme, comme dans la parodie de Cléopâtre jouée par Foottit en 1890 en imitant Sarah Bernhardt. Avec eux le jeu du clown se rapproche du jeu de l'acteur, mais un acteur sans psychologie qui, comme le dit Pierre Étaix, « n'existe que dans le temps où il agit » et dont Henry Miller dit qu'il est un « poète en action » .
À partir des années 1920, les Fratellini réinventent ce genre clownesque. À trois, ils forment une véritable petite troupe et leurs entrées, prenant de plus en plus de place dans le spectacle tant ils deviennent célèbres, sont presque des comédies en raccourci. Tristan Rémy dans son ouvrage Les clowns qui fait autorité en la matière, écrit qu'ils concentrent en eux les trois aspects essentiels de la comédie clownesque : « François, le clown, dernière incarnation de la fantaisie d'esprit latin; Paul, l'auguste, type d'origine germanique, qui, francisé, a remonté la pente depuis son ancêtre le palefrenier maladroit et à qui la dignité restitue l'emphase et la responsabilité ; et enfin, Albert, le pitre, refuge des suprêmes exagérations de la pantomime anglaise.».
Tous les clowns qui travailleront en compagnies après eux, comme le Théâtre Licedei en Russie, les Macloma et les Nouveaux Nez en France, les Colombaioni en Italien, Bolek Polivka en République tchèque leur seront redevables d'avoir fait évoluer ce genre.

## Le clown hors du cirque

### Dans le théâtre élisabéthain, auXVIesiècle

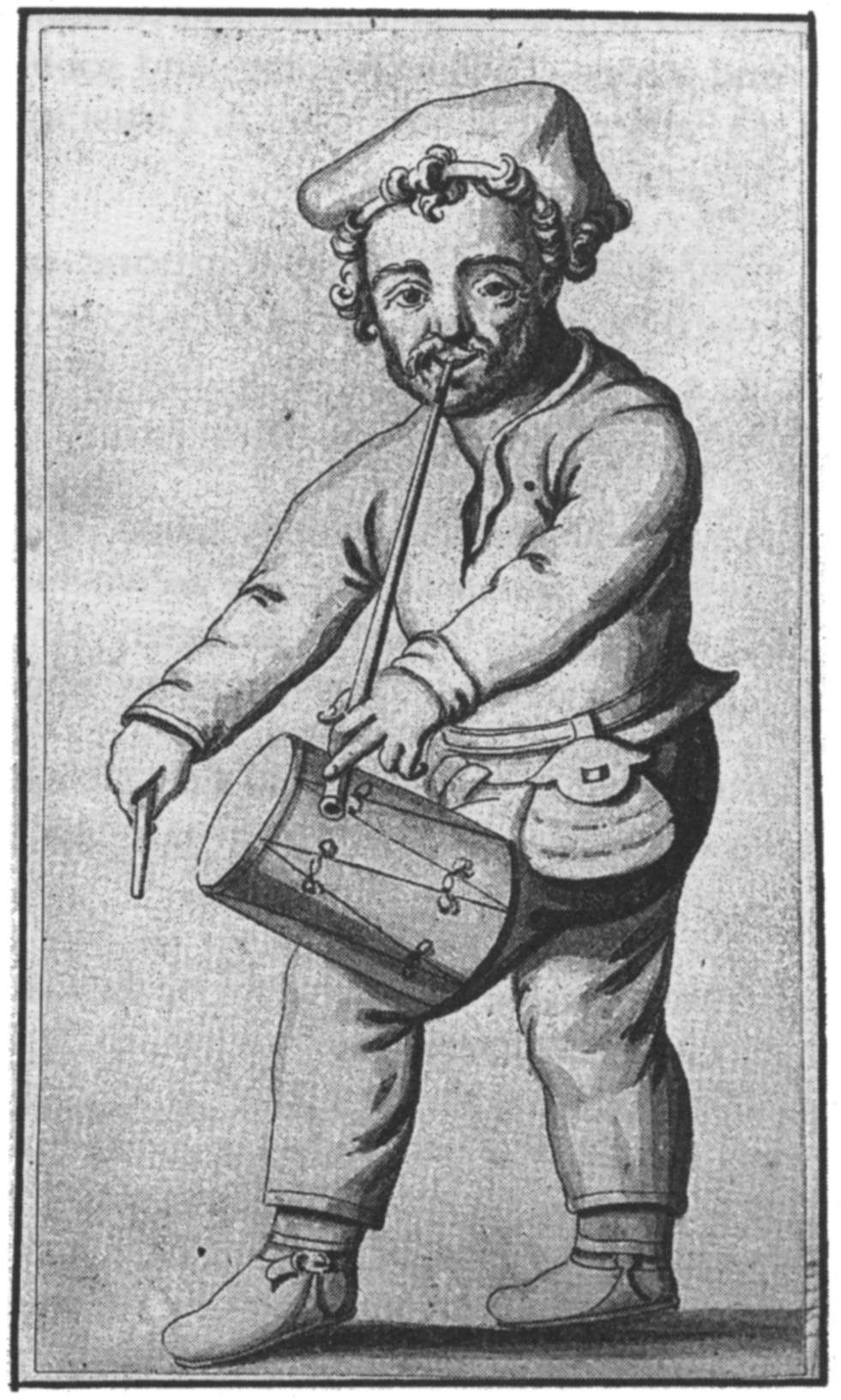
Illustration représentant Richard Tarlton, clown élisabéthain (1580)

Le clown est un personnage traditionnel du théâtre élisabéthain. S'il est gaffeur, lourdaud et ridicule, il fait également preuve d'un grand bon sens, et, parfois même, d'un cynisme proche de celui du bouffon. Il apparait dans le théâtre populaire en Angleterre au XVe siècle et remplace le personnage d'old vice (trop vieux et pas assez commode pour faire rire) qui n'est autre que le serviteur et homme de main du diable. Évidemment, le clown étant un personnage de comédie, il n'est jamais à la hauteur des tâches sournoises que son maître lui confie, ce qui sert évidemment la dramaturgie. Le nom de ce personnage est Clod, ce nom évolue on ne sait comment en clown.
Au XIXe siècle, au théâtre, certains artistes veulent mélanger Shakespeare et le cirque. C'est un échec total, le public voulant des acrobaties, pas du texte. Même si certains clowns sont célèbres grâce aux quelques phrases qu'ils lancent comme « 1, 2, 3… » ou « Musique ! », cela n'en fait pas forcément des clowns-acteurs.

### Scène contemporaine, auXXesiècle
Au XXe siècle, les comédiens burlesques font leur apparition comme Raymond Devos et Coluche, qui, dans tous leurs spectacles, gardent dans leurs gestes et état d'esprit une attitude typique du clown.
Dans la seconde moitié du XXe siècle ont lieu des expériences de rencontre et de fusion entre les différents genres clownesques et le théâtre. Un certain nombre de « types » émergent partout dans le monde. Sol, Buffo, Dimitri, Franz-Josef Bogner, Slava Polunin, Jango Edwards, Bolek Polívka, en sont des exemples.
Accessoires
Parmi les accessoires, on trouve les vêtements, souvent colorés, ridicules et trop grands, les farces et attrapes en général (boutonnière arroseuse…), et les tartes à la crème.

### «Le clown au théâtre»XXe–XXIesiècles

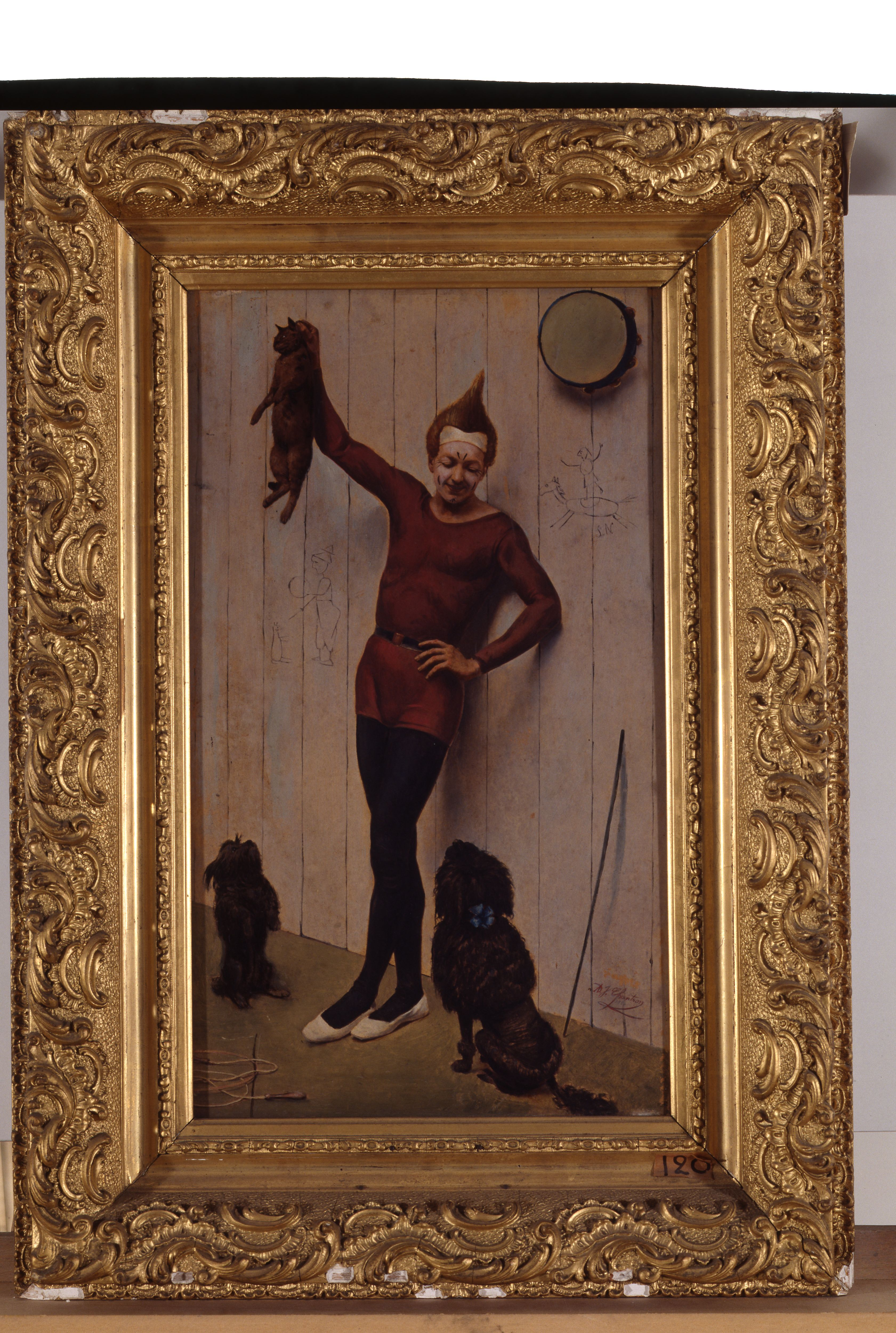
Clown par Chantron

Le personnage du clown a puissamment évolué. Son territoire n'est plus uniquement le cirque. La définition ci-dessous, au chapitre Théorie, illustre le foisonnement créatif de ce personnage.
Le clown du théâtre peut relever du théâtre d'improvisation, axé sur les sentiments, sur ce qu'il ressent. Pour l'expliquer clairement, il doit passer par la présentation des trois strates de « comportement de l'individu » (faute de meilleure appellation).
Il y a le « je », celui de tous les jours, celui que nous sommes naturellement, avec la famille ou les amis. Celui qui vit les choses avec sa personnalité, son métier, son âge, son ressenti juste. Il y a l'acteur, vous ; qui jouez un autre. Puis il y a le clown. Le clown est la partie de vous qui n'est pas visible socialement. Il est là, il ressent les choses que vous vivez mais ne le dit pas, parce que vous ne le laissez pas s'exprimer. Il serait peut être trop excentrique, excessif, colérique, etc. C'est un diamant brut qui n'a pas été façonné par la société, qui réagit à sa manière ; singulièrement. Contrairement à vous qui avez des tabous, une idéologie, une éthique, une morale, la politesse, et les interdits à respecter. Lui il peut tuer, il peut cracher, il peut roter, il peut aimer comme jamais vous n'avez aimé.
Avec des mots cela peut sembler schizophrénique, mais une fois qu'on chausse le nez et qu'on vient sur scène on comprend ce que cela signifie : « être clown ». Peut-être le mot clown n'est pas le mieux adapté à la situation, à cause de toutes ses connotations plus ou moins péjoratives dans l'oreille d'autrui.
Le clown porte un nez rouge, certes, mais n'est pas là pour faire le « guignol ». Il peut être dépressif, colérique, dégoûté, heureux, amoureux… Ou tout en même temps. Il s'appuie sur le public en lui donnant à voir ce qu'il ressent, il a besoin de ce public pour exister, sinon il n'est rien. Le clown ressent, contrairement à l'acteur qui peut seulement faire semblant de ressentir. S'il est avec un autre clown, il montre ce que ça lui fait d'être avec lui, comment il le vit. Et le renvoie au public. D'ailleurs, en tant que public, rien n'est plus jouissif qu'un clown sur scène qui nous montre ce qu'il a en lui par un simple regard. Pour qu'on sache où il en est, en lui. Lorsqu'il ne nous regarde pas, il ne nous emmène pas dans son univers. Mais ces regards publics sont des automatismes, au fur et à mesure le clown se rend compte qu'il a besoin de regarder son public pour continuer d'exister à travers l'autre.

### Théorie
Quelle serait la définition du clown qui engloberait toute la diversité de personnages, de thèmes et de styles relevant de ce domaine artistique ?
Voici une proposition de Peter Bu :
« Le clown est un acteur qui possède parfaitement ses moyens tout en faisant semblant de ne rien maîtriser ». Il parait idiot, laid ou même mal formé, il bouge mal, il laisse tout tomber… (à la place de l’« acteur », on peut aussi écrire l’« artiste », en élargissant ce terme à d’autres genres que le théâtre).
Évidemment, s’il le fait juste pour humilier l’être humain qu’il est pour donner à ses spectateurs complexés l’impression de ne pas être les plus bêtes et les plus miséreux (piètre consolation, mais si appréciée des plus démunis !), cela relève plus de la prophylaxie médicale que de l’art (la majorité des hommes ont des bonnes raisons de se mésestimer - ou bien la société se charge de les en persuader…). Cela peut aussi être de l’auto-thérapie, ce qui d’ailleurs paraît souvent être la principale motivation du « faire le clown »…
Les meilleurs clowns semblent avoir assimilé l’aphorisme taoïste : « La mer est plus bas que les rivières et pourtant, elle les domine… ». Encore que pour les clowns, il ne s’agit pas de dominer les spectateurs, mais de casser les barrages des préjugés et des clichés qui les empêchent de voir par leurs propres yeux.
Par l’esprit ludique enfantin qu’il a su garder, le clown nous redonne la fraîcheur du regard de notre propre enfance.

### Clown et clichés
Personnage fortement typé, le clown, à l'origine personnage burlesque, a vu son image détournée : tout d'abord est apparu l'archétype du clown triste, « obligé de faire rire même quand son cœur est gros » (le clown blanc est par ailleurs proche, à quelques paillettes près, du nostalgique Pierrot lunaire) ; puis des personnages de clowns maléfiques, qui utilisent l'attrait qu'ils exercent auprès des enfants pour les tuer (tel que le monstre protéiforme de Ça, roman de Stephen King), les torturer ou les violer (tel que Tweedles, du groupe d'avant-garde The Residents).

### Clown et pédagogie
Le regard décalé, voire en contrepoint, du personnage du clown peut être utilisé comme levier afin de favoriser l'apprentissage. Le rapport du clown à l'échec ou à l'erreur, à l'émerveillement, à l'imaginaire ou encore à la sortie du cadre sont autant de moyens et de techniques permettant, dans certaines conditions, d'apporter des connaissances, de faire passer des notions d'une façon originale et souvent ludique. La compagnie de théâtre clownesque L'Île logique utilise et promeut cette méthode pour diffuser les sciences théoriques et spécifiquement les mathématiques depuis 2006 par exemple.

### Clown,rocket danse
Depuis les années 1980, le personnage du clown a été intégré dans une forme de punk rock, en particulier par les groupes français Bérurier Noir, Les Wriggles ainsi que par les Insane Clown Posse ou Les Vilains Clowns. On peut également noter l'émergence du krump (danse issue de Los Angeles), à l'instigation de Tommy le clown issu du hip-hop clowning.
On parle même de Clown Core[Qui ?], mélange de métal et de rap, dans une ambiance sombre dirigé par des clowns maléfiques ; on peut citer à titre d'exemple Bawdy Festival.

### Clown hospitalier
Bien que nombre de photos et d'illustrations attestent de la visite de clowns dans les hôpitaux dès le début du XXe siècle, c'est dans les années 1980 que s'est développé les visites régulières de clowns hospitaliers aux Etats Unis. Nombres d'associations de clowns à l'hôpital ont ensuite vu le jour dans de nombreux pays. Le clown hospitalier rend visite de façon régulière aux enfants dans les services de pédiatrie, mais aussi pour les adultes en service gérontologique par exemple. 

### La Clandestine Insurgent Rebel Clown Army, la Grande armée des clowns
La Clandestine Insurgent Rebel Clown Army (CIRCA) est une armée parodique de clowns rebelles née au Royaume-Uni en 2003, au moment de l'entrée en guerre contre l’Irak.
L’idée était de prolonger une dimension festive et subversive issue des vieilles cultures populaires de transgression (carnaval, fête des fous…), de sortir des manifestations plan-plan traditionnelles, de permettre à chacun d’apporter ses propres idées et sa motivation grâce à une organisation complètement horizontale.

## Clowns célèbres

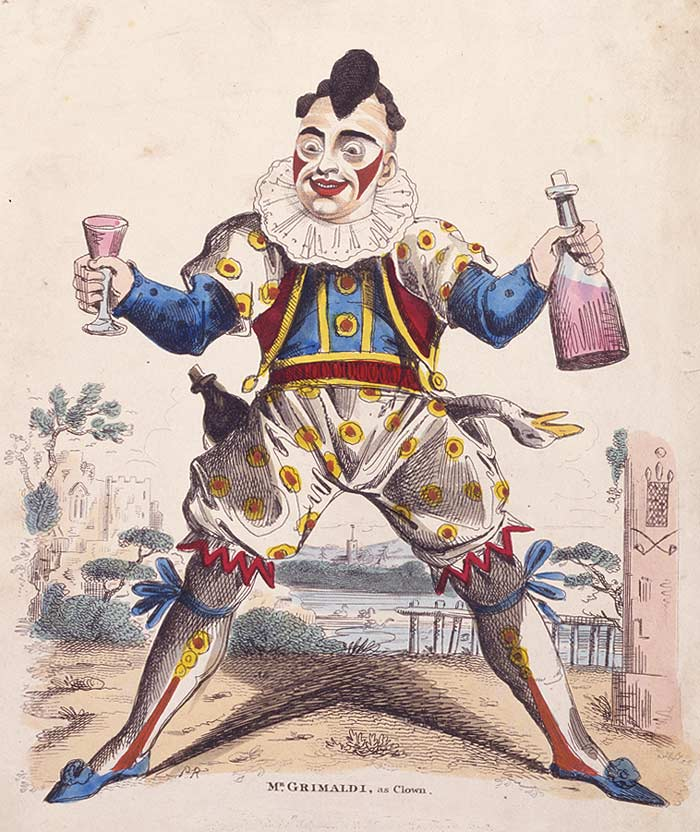
Joseph Grimaldi, le clown Joey (1820).

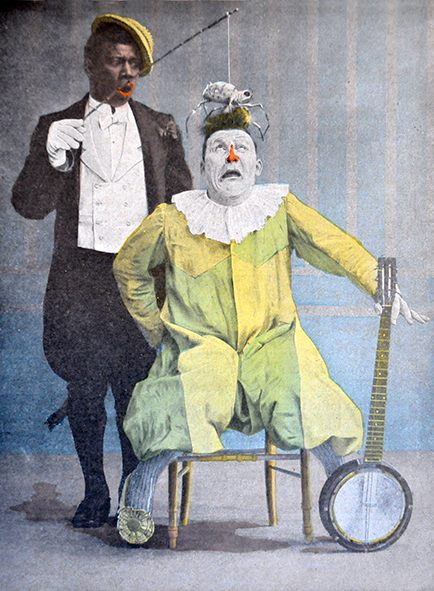
Le duo Footit et Chocolat.

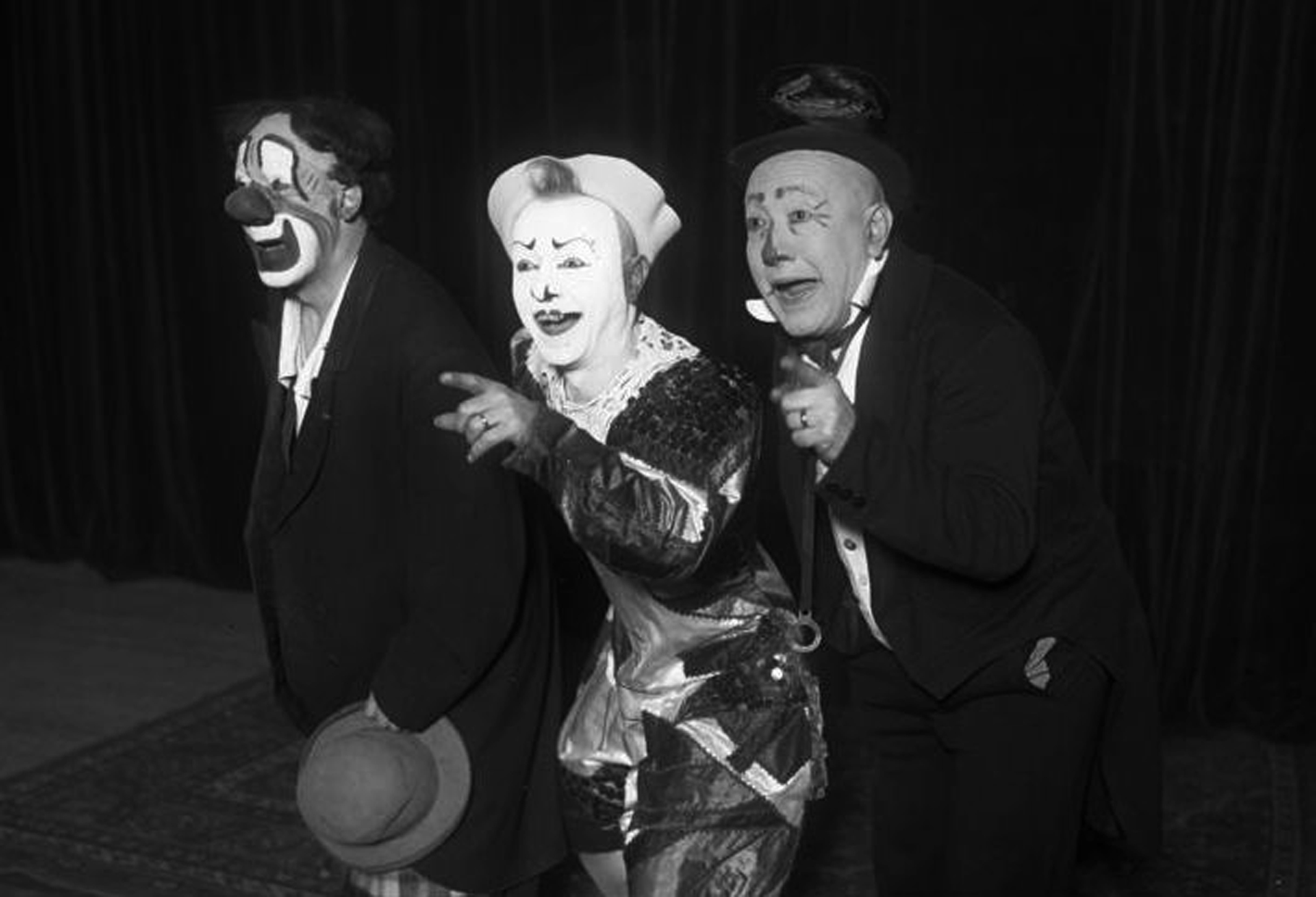
Les Fratellini en 1932.

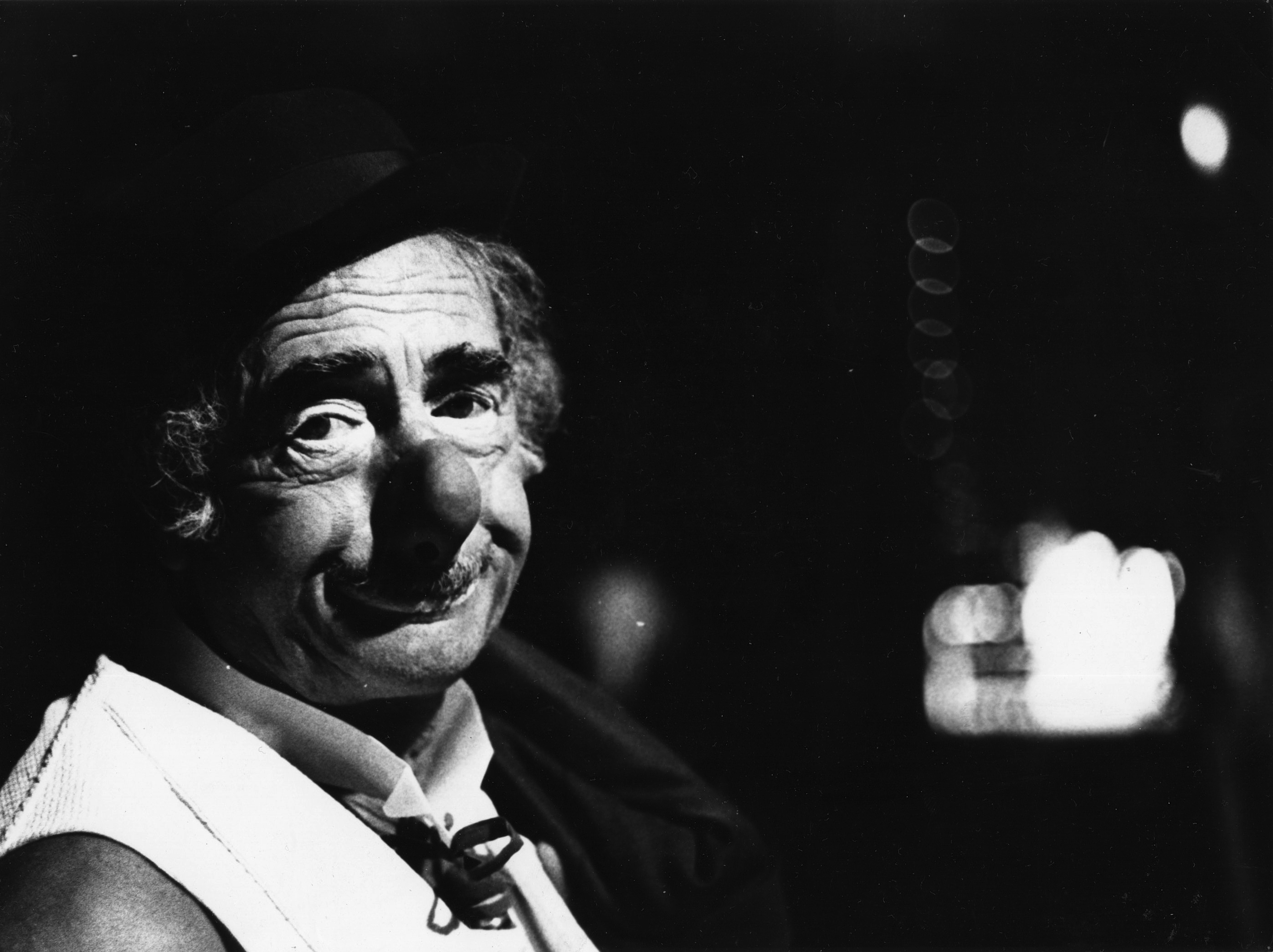
Achille Zavatta en 1974.

Parmi les clowns ayant eu une renommée internationale, on peut citer :

### En Angleterre
- William Kemp
- Joseph Grimaldi
- Billy Hayden
- Attou Thomas
- Billy Saunders
- James Clement Boswell
- Tom Belling
- Les frères Hanlon-Lee
- Charlie Cairoli (en)

### Au Canada

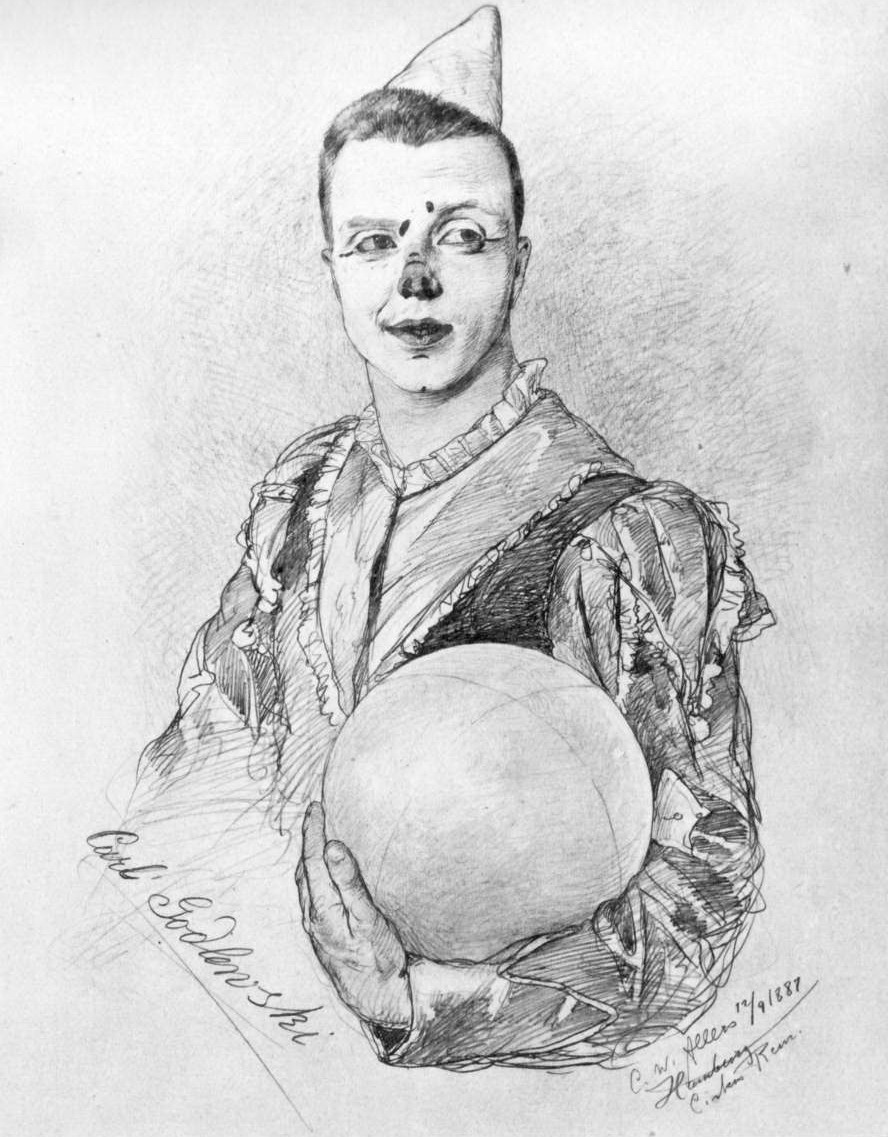
Portrait de Carl Godlewski en clown (1887).

- Sol (joué par le comédien Marc Favreau)
- Gobelet (joué par le comédien Luc Durand)
  - Ces deux personnages de clowns apparaissent notamment dans l’émission télévisée pour enfants québécoise diffusée de 1968 à 1971 sur Radio-Canada (et en France) : Sol et Gobelet.
- Patof (joué par le comédien Jacques Desrosiers)
- Clopin
- Monsieur Bob

### Aux États-Unis
- Bozo le clown
- Buffo
- Jango Edwards
- Emmett Kelly
- Lou Jacobs (en)
- Ronald McDonald

### En France
- Buffo (clown américain)
- Jean-Baptiste Auriol
- Jérôme Medrano

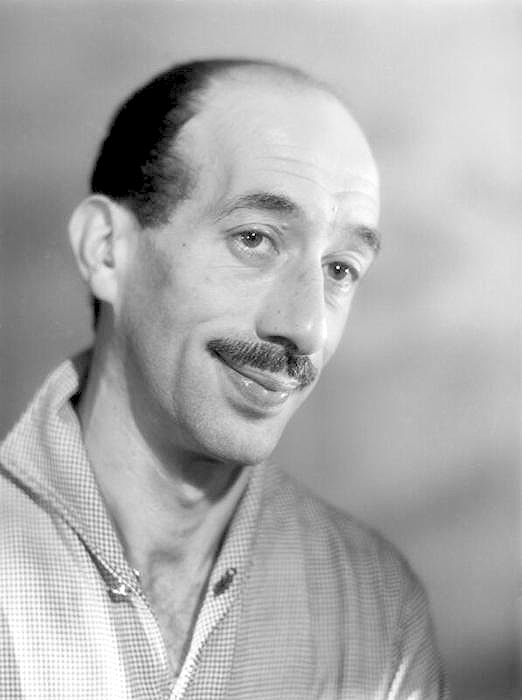
Nello Bario en 1960 (Studio Harcourt).

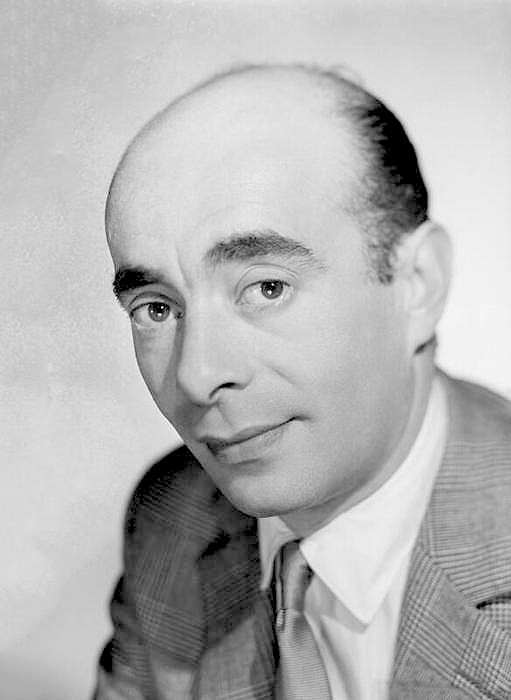
Freddy Bario en 1960 (Studio Harcourt).

- Famille Gontard : Jean, Claude et Félix
- Foottit et Chocolat
- Les Fratellini
- Antonet et Béby
- Clown Rhum
- Boulicot et Recordier[25],[26]
- Porto
- Bowden (Loriot Georges Bazot)
- Alex[27] (Alex Bugny de Brailly)
- Lulu et Tonio
- Achille Zavatta
- Franko le Clown Magicien[28]
- Charles Manetti
- Bario & Dario
- Pipo (Gustave Sosman)
- Mimile (Emile Coryn)
- Nino Fabri,
- Alexis Grüss et André Grüss
- Jacques Francini
- Annie Fratellini
- Jean Lambert-wild Alias Gramblanc
- Pierre Étaix
- Motusse et Paillasse
- Les Nouveaux Nez
- Francis Albiero
- Cracra & Momo
- Les Macloma
- Niboc
- Emma la clown
- Didier Super
- Les Rois Vagabonds (compagnie de cirque)[29]

- Arletti de Catherine Germain

### En Russie
- Karandache
- Oleg Popov[30]
- Vitali Lazarenko (ru)
- Youri Nikouline[31]
- Mikhaïl Chouïdine
- Slava Polounine
- Les Licedei

### Autres pays
- Franz-Josef Bogner (Allemagne)
- Carl Godlewski (Allemagne)
- Otto Witte (Allemagne)
- Toto Chabri (Belgique)
- Little Walter (Urich Alexandre) (Belgique)
- Pipo (Belgique)
- Sol (Canada)
- Charlie Rivel (Espagne)
- David Larible (Italie, États-Unis)
- Les Rastelli[32], (Italie)
- Les Colombaioni (Italie)
- Dimitri (Suisse)
- Grock (Suisse)
- Spidi (Suisse)
- Les Chicky's (Suisse)
- Bolek Polívka (Tchéquie)

## Citation
« Le clown mourra jamais »
Charlie Rivel, Il faut appeler un clown un clown, Pierre Étaix, Séguier Archimbaud, 2002

« Le sixième jour, Dieu créa le Clown,
Antonet,
Pipo,
Bario,
Paul, Albert et François Fratellini,
Little Walter,
Foottit et Chocolat,
Grock…
Le septième jour, il dut se reposer tellement il riait encore ! »

— Jean-Paul Farré, Le Clown, Cinquante-cinq dialogues au carré, L'Avant-scène théâtre, 2002

## Représentations du clown en art

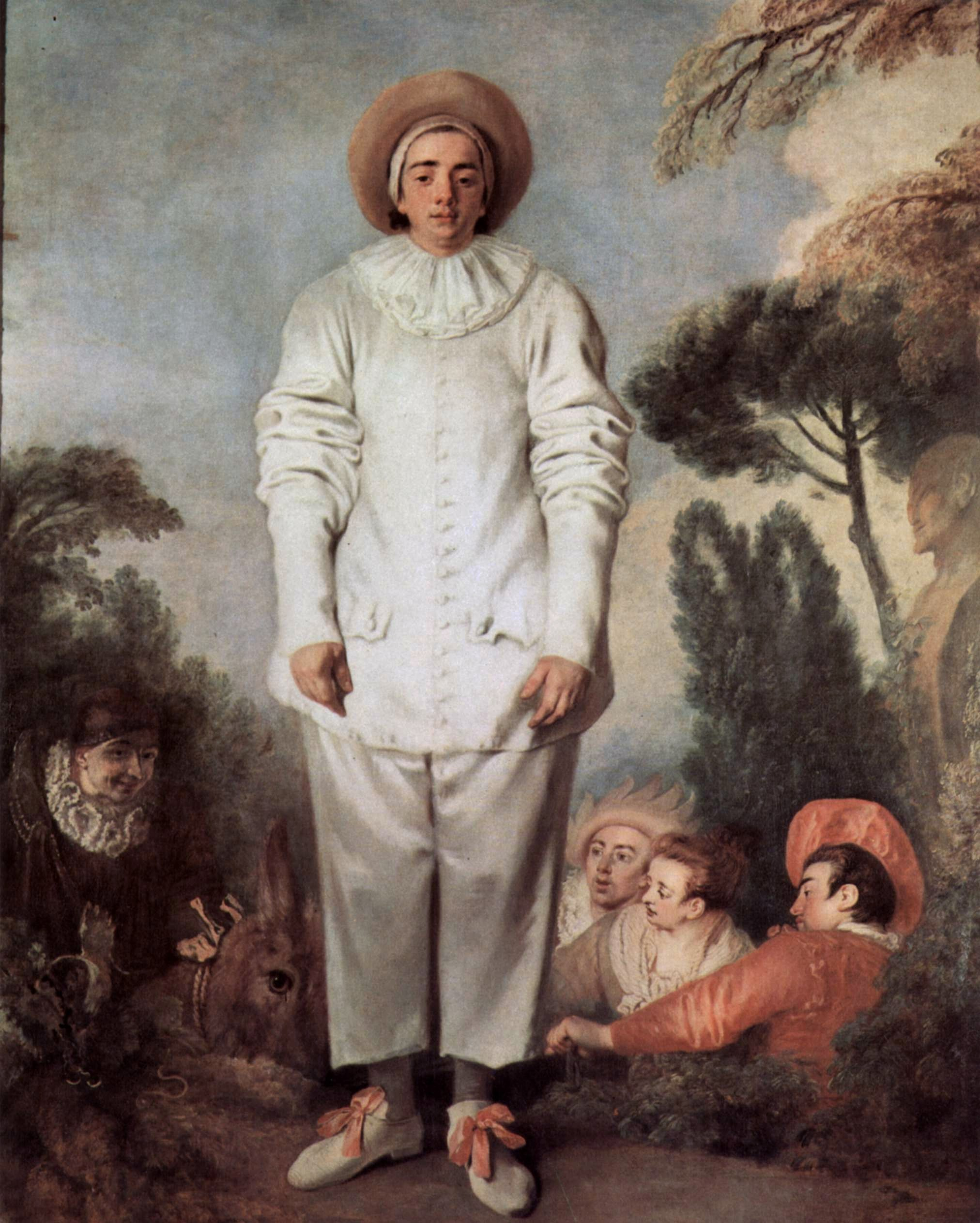
Antoine Watteau, Le Gilles (1717-1719)
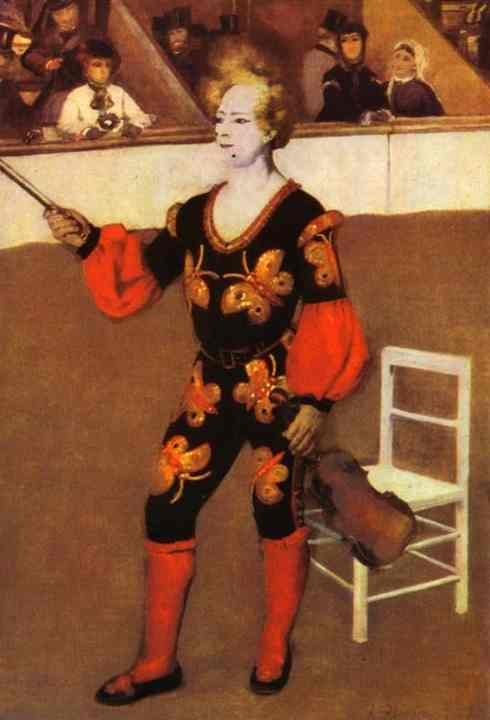
Pierre-Auguste Renoir, Le clown (1868)
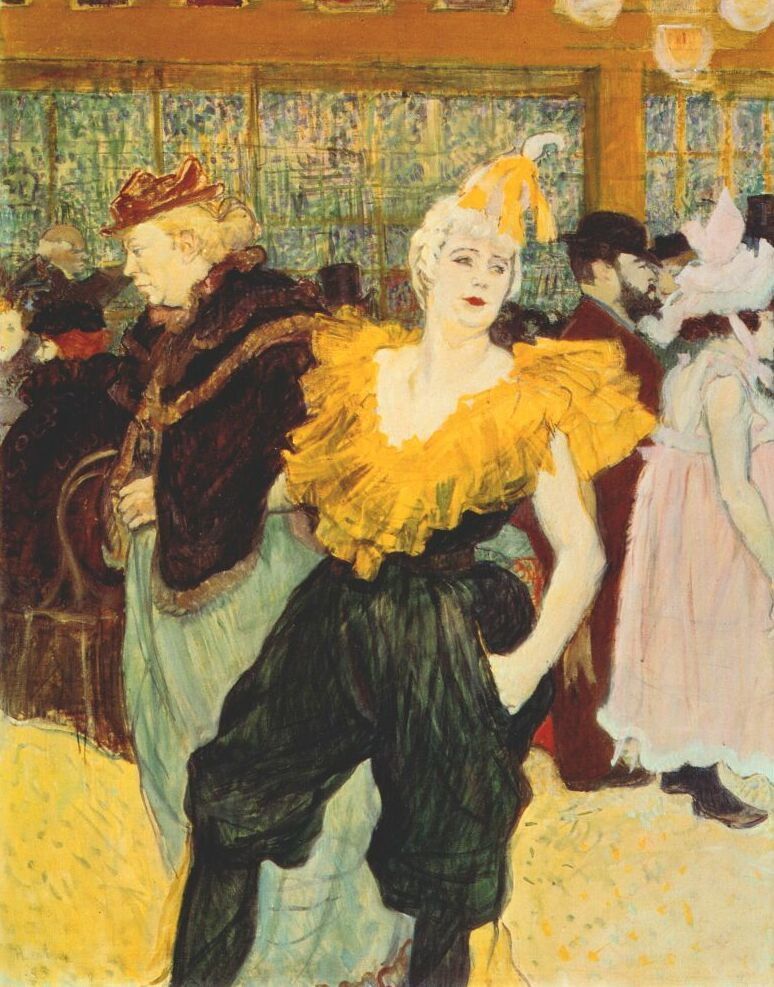
Henri de Toulouse-Lautrec, La Clownesse Cha-u-kao au Moulin rouge (1895)
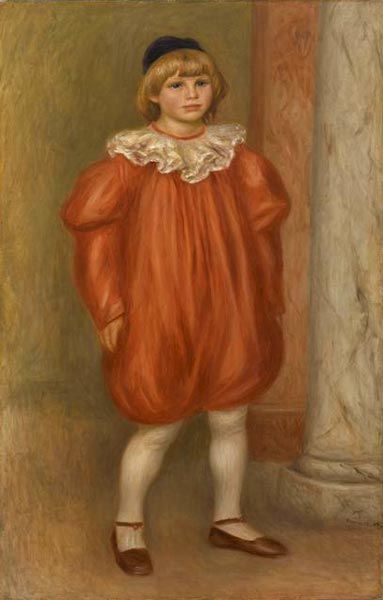
Pierre-Auguste Renoir, Claude Renoir en clown (1909)
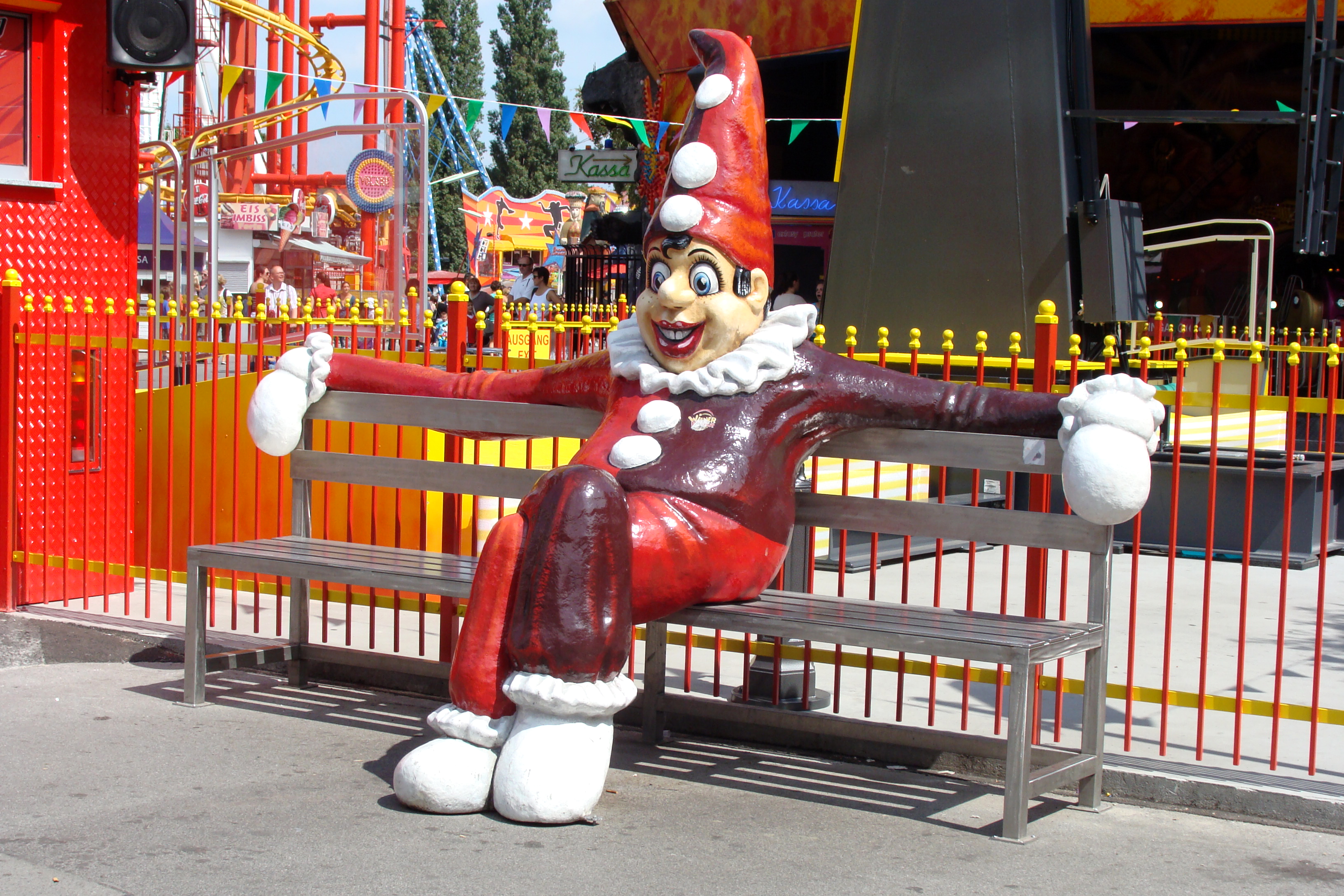
Un clown sculpté au Prater, le parc d'attractions de Vienne

## Le personnage du clown au cinéma
- Larmes de clown, He Who Gets Slapped, de Victor Sjöström (1924)
- Ris donc, Paillasse !, Laugh, Clown, Laugh, de Herbert Brenon, avec Lon Chaney (1928)
- Le Cirque de Charlie Chaplin (1928)
- Au revoir Monsieur Grock, de Pierre Billon, avec Grock (1950)
- Le clown est roi, Three Ring Circus, de Joseph Pevney, avec Jerry Lewis et Dean Martin (1954)
- Du sang sous le chapiteau, de Georges Péclet, avec Achille Zavatta (1957)
- La strada (1954) et Les Clowns (1971) de Federico Fellini
- L'Aile ou la Cuisse de Claude Zidi (1976), avec Louis de Funès et Coluche
- Effroyables Jardins de Jean Becker (2003), avec Jacques Villeret, André Dussollier et Thierry Lhermitte, d'après le roman de Michel Quint
- Balada triste d'Alex De La Iglesia (2010), avec Carlos Areces, Antonio de la Torre et Carolina Bang
- Chocolat de Roschdy Zem (2016), avec Omar Sy et James Thierrée
- Ça de Andy Muschietti (2017), avec Bill Skarsgård
- Joker de Todd Phillips (2019), avec Joaquin Phoenix

### La peur des clowns
La peur des clowns s'appelle la coulrophobie et peut provoquer chez la personne des spasmes, du stress ou des difficultés respiratoires.

## Le personnage du clown en littérature
- Henri Michaux a écrit un poème célèbre, Clown, particulièrement représentatif de son univers personnel, de sa position philosophique et ontologique.
- Henry Miller dans Sourire au pied de l'échelle.

## Le personnage du clown en musique

### Chanson
- Bravo pour le clown, Édith Piaf
- Le clown de Gianni Esposito, interprété également par Angélique Ionatos
- Tears of a Clown, Smokey Robinson & The Miracles
- Le clown (Je deviendrais roi), Les Charlots
- Cathy's Clown, The Everly Brothers
- Le petit clown de ton cœur, Johnny Hallyday, Richard Anthony
- The Death of a Clown, The Kinks
- Deux clowns, Bérurier noir
- Les clowns, Mama Béa Tékielski[33]
- Envoie les clowns, Didier Barbelivien
- Pierrot the Clown, Placebo
- Clown, Soprano
- Ha! Ha! Said the Clown, Manfred Mann
- Le petit clown, Henri Salvador
- Shoot All the Clowns, Bruce Dickinson
- Petit clown, comptine
- Un clown (comptine), Anne Sylvestre[34]
- Monsieur le clown, de Mrs Yéyé
- Everybody Loves a Clown, Gary Lewis & the Playboys
- Tout le monde rit d'un clown, Claude François
- Un clown ne pleure pas, Christopher Laird

### Personnage
- Shawn Crahan, slipknot
- Gelsomina (Giulietta Masina) dans La Strada

### Opéra
- Pagliacci, Ruggero Leoncavallo